# Plasma (mineral)
O plasma é uma variedade da calcedônia (forma criptocristalina do quartzo) de cor verde-escura, uniforme, translúcida a semitranslúcida. A cor é atribuída à presença de partículas de silicato, como anfibólio, clorite e celadonita.